# Míkun
Míkun o Míkuny (en rus Микунь) és una ciutat russa a la República Komi es troba a 96 km al nord de Syktyvkar. Segons el cens de 2010 tenia 10.732 habitants
Va ser fundada l'any 1937 com un assentament del gulag. Té l'estatus de ciutat des de 1959.